# کونسیسائو دو ماابو
کونسیسائو دو ماابو (به پرتغالی: Conceição de Macabu) یک منطقهٔ مسکونی در برزیل است که در ریو دو ژانیرو واقع شده‌است. کونسیسائو دو ماابو ۳۴۸٫۳۲۸ کیلومتر مربع مساحت و ۲۳٬۳۹۸ نفر جمعیت دارد و ۳۹ متر بالاتر از سطح دریا واقع شده‌است.